# Anacanthobracon femorator
Anacanthobracon femorator är en stekelart som beskrevs av Charles Thomas Brues 1939. Anacanthobracon femorator ingår i släktet Anacanthobracon och familjen bracksteklar. Inga underarter finns listade i Catalogue of Life.